# Hôtel de Sully

Monumento Storico di Francia dal 1862

L'Hôtel de Sully è un palazzo barocco di Parigi situato in Rue Saint-Antoine, nel quartiere del Marais. 
Accessibile dalla stazione della metropolitana di Saint-Paul.

## Storia e descrizione

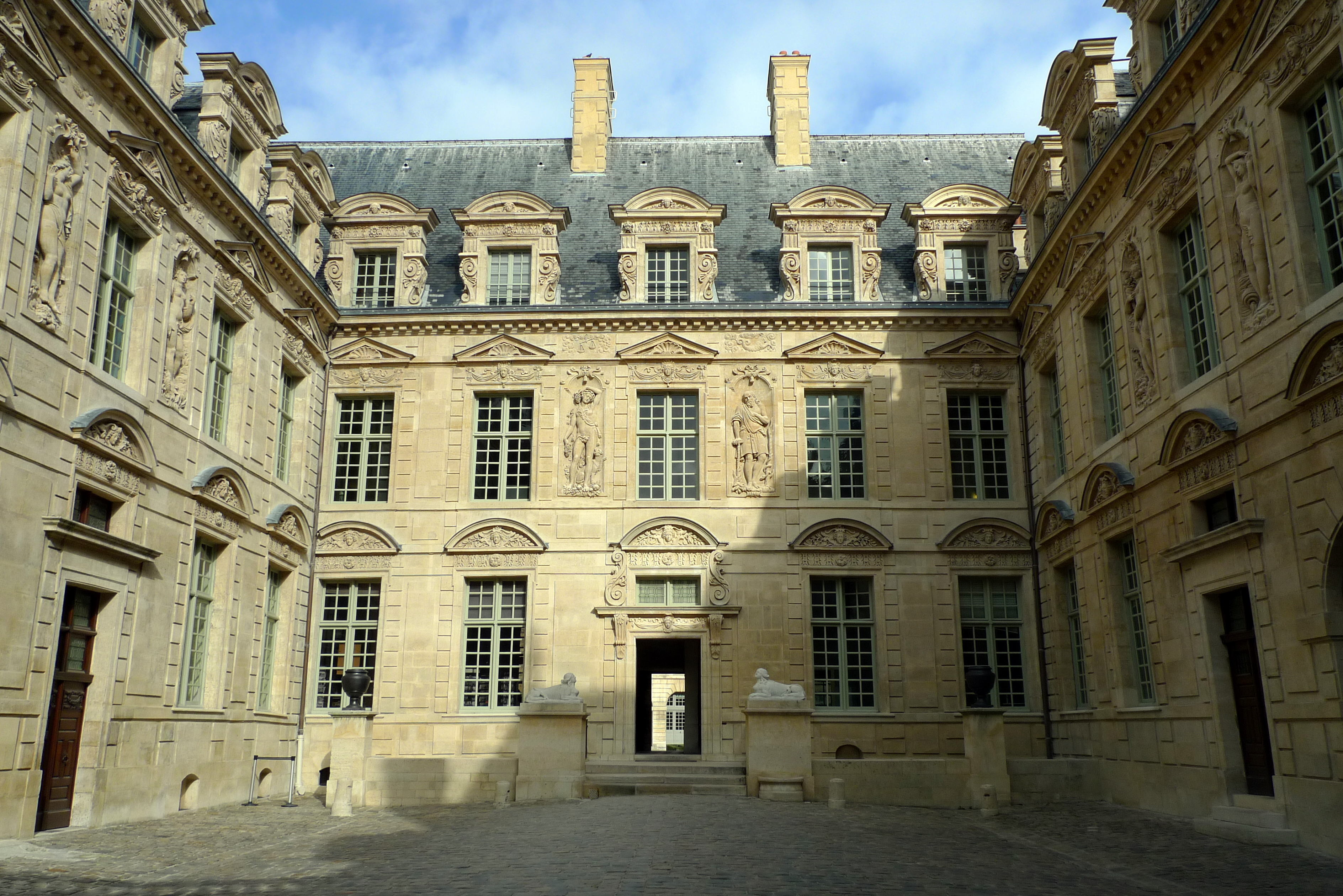
La ricca Corte d'Onore dell'Hôtel de Sully

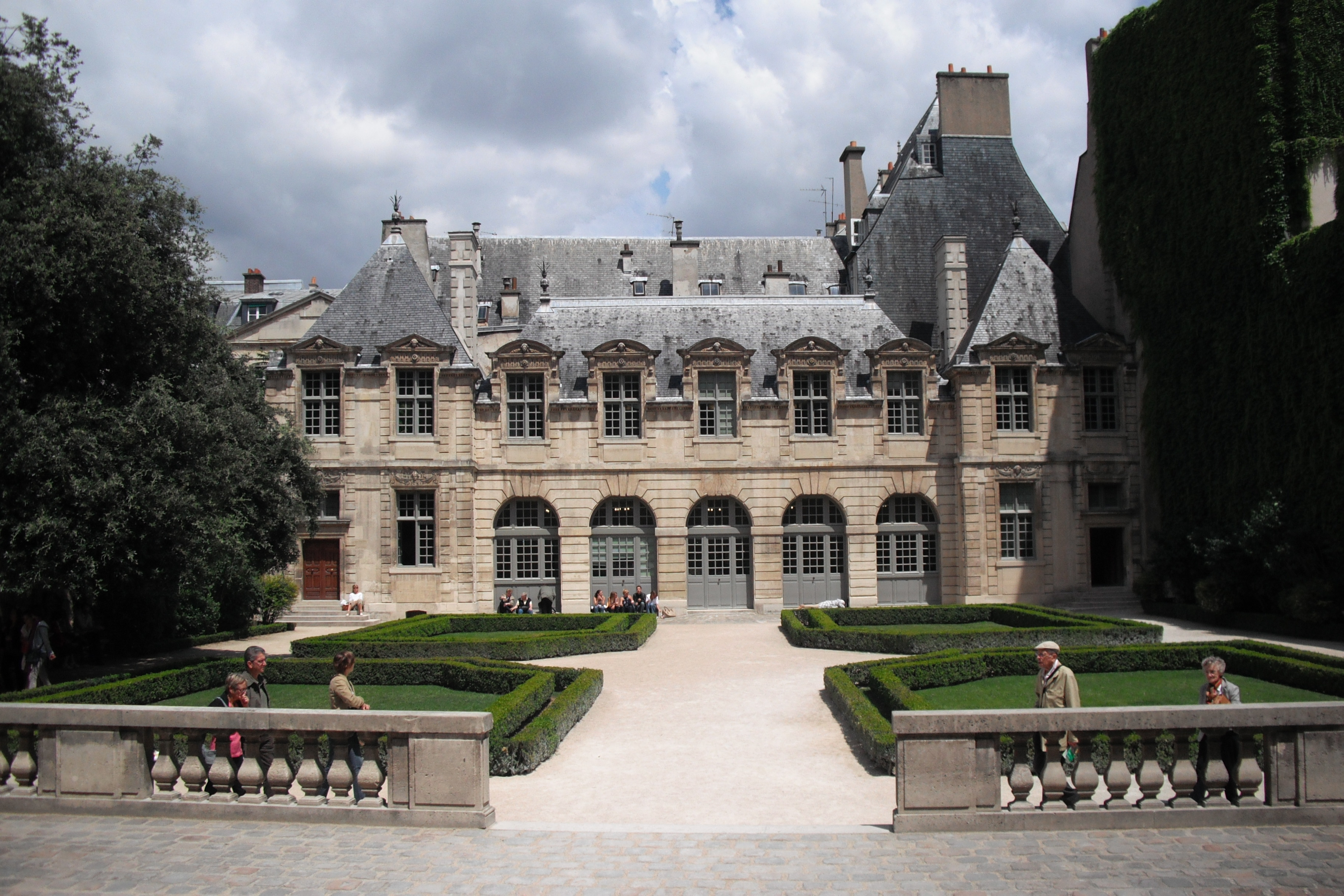
L'Orangerie nel giardino

Venne eretto fra il 1624 e il 1630 dall'architetto parigino Jean Androuet du Cerceau per volere del controllore delle finanze Mesme Gallet. Si tratta di un Hôtel particulier, con giardino ed orangerie che dava accesso alla Piazza reale (oggi place des Vosges).
Massimiliano di Béthune, primo duca di Sully, già ministro delle finanze e sovrintendente alle costruzioni del re Enrico IV, lo riscattò il 23 febbraio 1634. L'anziano duca ne completò le decorazioni e vi abitò i suoi ultimi sei anni di vita. Suo nipote Massimiliano, il secondo duca di Sully, fece costruire un'ala supplementare nel 1660 a fianco del giardino. L'hôtel de Sully porta ancora oggi il nome della famiglia che ne ebbe la proprietà fino al XVIII secolo. Da allora passò nelle mani di diversi proprietari.
Divenuto immeuble de rapport nel XIX secolo, subì varie trasformazioni per ospitare commercianti, artigiani ed altri locatari. Classificato Monumento storico di Francia nel 1862, il palazzo rinacque lentamente grazie ai nuovi proprietari, più sensibili alla sua conservazione. Divenne proprietà dello Stato nel 1944. 
Una lunga campagna di restauri terminò con il restauro dell'orangerie, nel 1973.
Ospita, dal 1967, la sede della Cassa nazionale dei monumenti storici (Caisse Nationale des Monuments historiques et des Sites), divenuta nel 2000 Centro dei monumenti nazionali (Centre des Monuments Nationaux). Ospita anche una libreria specializzata in storia dell'Arte e dell'Architettura.